# Марси-авеню (линия Джамейка, Би-эм-ти)
|   |   |   |   |   |
| · | · | · | · | · |

|   |   |   |   |   |
| · | · | · | · | · |

«Марси-авеню» (англ. Marcy Avenue) — станция Нью-Йоркского метрополитена, расположенная на линии Джамейка, Би-эм-ти. Станция находится в Бруклине, в округе Уильямсберг, на пересечении Бродвея с Марси-авеню. На станции останавливаются маршруты: J (круглосуточно), M (круглосуточно, кроме ночи) и Z (в часы пик в пиковом направлении).

## История

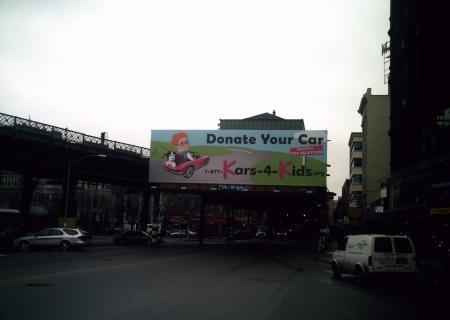
Все, что осталось от первоначальной эстакадной линии Broadway Elevated Line (участок, следующий прямо)

Станция была открыта 25 июня 1888 года в составе одной из первых эстакадных линий Нью-Йорка — Broadway Elevated Line и представляла собой две боковые платформы, расположенные на двухпутной линии. Тогда к западу от этой станции поезда ходили по эстакадной линии в Манхэттен, до паромного терминала на Ист-ривер — Бродвей-Ферри. В восточном направлении поезда следовали до станции Канарси — Рокавей-Паркуэй (сейчас этот маршрут не используется). В 1908 году было открыто соединение со станцией Эссекс-стрит (Линия Нассо-стрит, Би-эм-ти), куда поезда следуют и по сей день. В 1913 году линия Нассо-стрит, Би-эм-ти была продлена до станции Чеймберс-стрит: поезда стали следовать до неё.
Ситуация коренным образом изменилась, когда была продлена эстакадная линия в Манхэттене. Поездов стало ходить больше, что обусловило строительство центрального экспресс-пути, который правда заканчивался тупиком с западного конца станции. На этой станции по-прежнему останавливались все поезда. Эстакадная линия вскоре была снесена и поезда следовали только на линию Нассо-стрит, Би-эм-ти. В 1931 году появилось беспересадочное сообщение с только что открытой станцией Брод-стрит, а к востоку — ещё до Джамейки и Мидл-Виллидж — Метрополитан-авеню (с 1914 года).
Открытие нового соединения Кристи-стрит в ноябре 1967 года вызвало целый ряд изменений в движении поездов. Сразу отменено движение поездов на станцию Канарси — Рокавей-Паркуэй. В разные времена маршруты продлевались до станции 57-я улица на линии Шестой авеню, Ай-эн-ди, до Атлантик-авеню — Барклайс-центр и Бей-Ридж — 95-я улица (Линия Четвёртой авеню, Би-эм-ти), до Брайтон-Бич (Линия Брайтон, Би-эм-ти) и Бей-Паркуэй (Линия Уэст-Энд, Би-эм-ти).
В 1999 году, во время реконструкции Вильямсбургского моста, эта станция стала конечной для маршрутов M (J и Z укорочены до станции Мертл-авеню). Для оборота использовался центральный экспресс-путь, сооружена временная платформа. Дополнительная платформа разобрана после завершения реконструкции моста.

## Описание станции

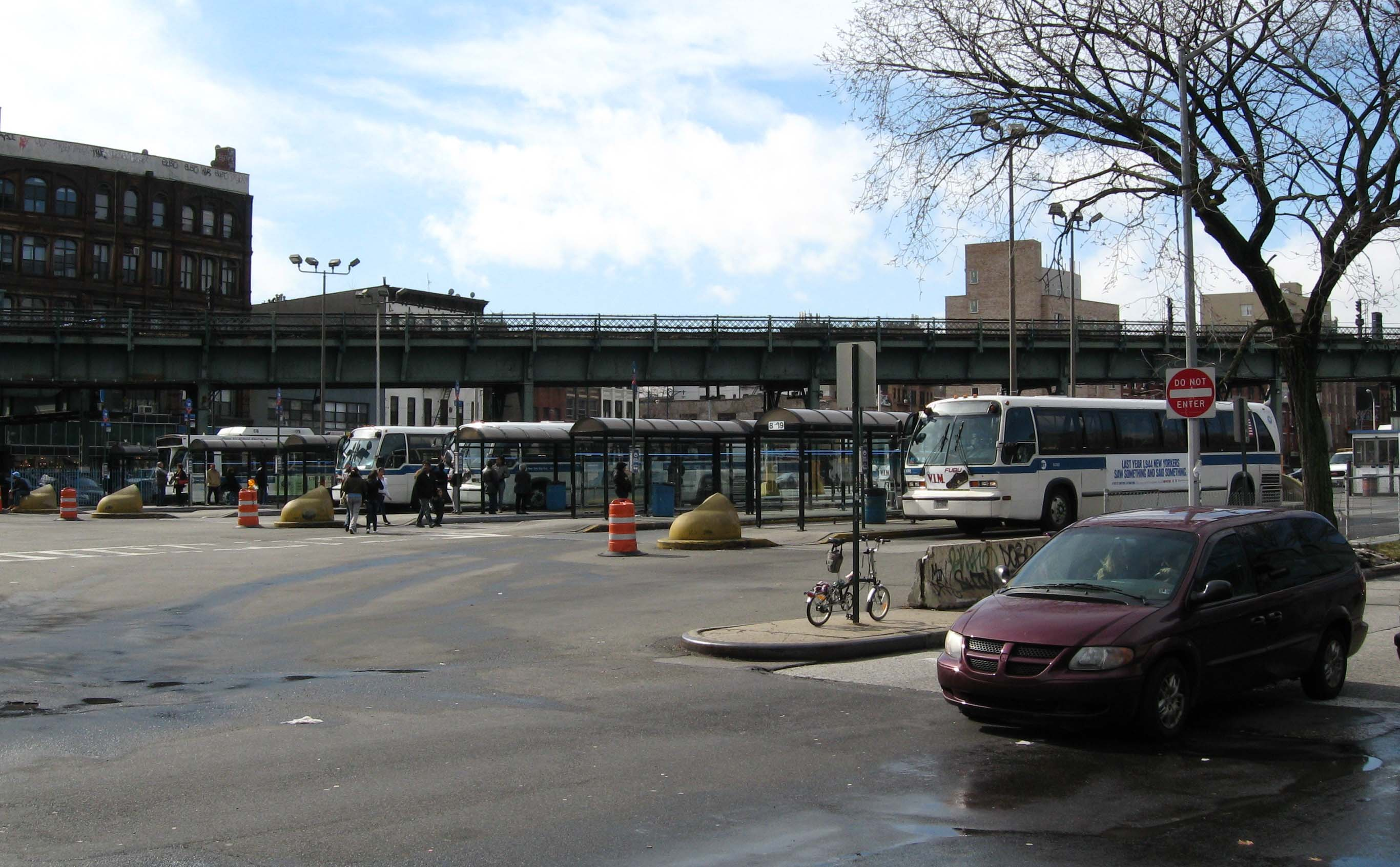
Уильямсбергский автовокзал неподалёку от станции

Станция представлена двумя боковыми платформами, расположенными на трёхпутном участке линии. Для движения поездов используются только внешние оборудованные платформами пути: центральный экспресс-путь заканчивается тупиком с западного конца станции и не используется. Обе платформы огорожены высоким бежевым забором и имеют навесы по всей своей длине (кроме южного конца). Название станции представлено в стандартном виде: черные таблички с белой надписью. Станция реконструировалась в 1990 году.
Станция имеет четыре турникетных ряда, которые расположены на уровне платформ, в результате чего нет бесплатного перехода между платформами. Четыре лестницы (по две с каждой платформы) спускаются в единственный эстакадный мезонин, откуда лестницы ведут на улицу. Лестницы ведут ко всем углам перекрёстка Бродвея и Марси-авеню. На станции имеется два лифта (по одному на каждую платформу), что делает эту станцию доступной для пассажиров-инвалидов. Помимо этого, каждая платформа имеет выход с западного конца: там расположены полноростовые турникеты, работающие как на вход, так и на выход. Лестницы спускаются сразу на улицу — по обе стороны от Бродвея, рядом с Хевмейр-стрит.
К западу от станции до сих пор остались следы когда-то существовавшего подключения к эстакадной линии до станции Бродвей-Ферри. К востоку от станции два пути превращаются в три: один экспресс-путь (маршрут J в будни днём в направлении, обратном пиковому) и два локальных (маршруты J круглосуточно, кроме будней днём в пиковом направлении, и M круглосуточно, кроме ночи).